# Drouwen
Drouwen est un village dans la commune néerlandaise de Borger-Odoorn, dans la province de Drenthe. Le 1er janvier 2012, le village comptait 430 habitants.

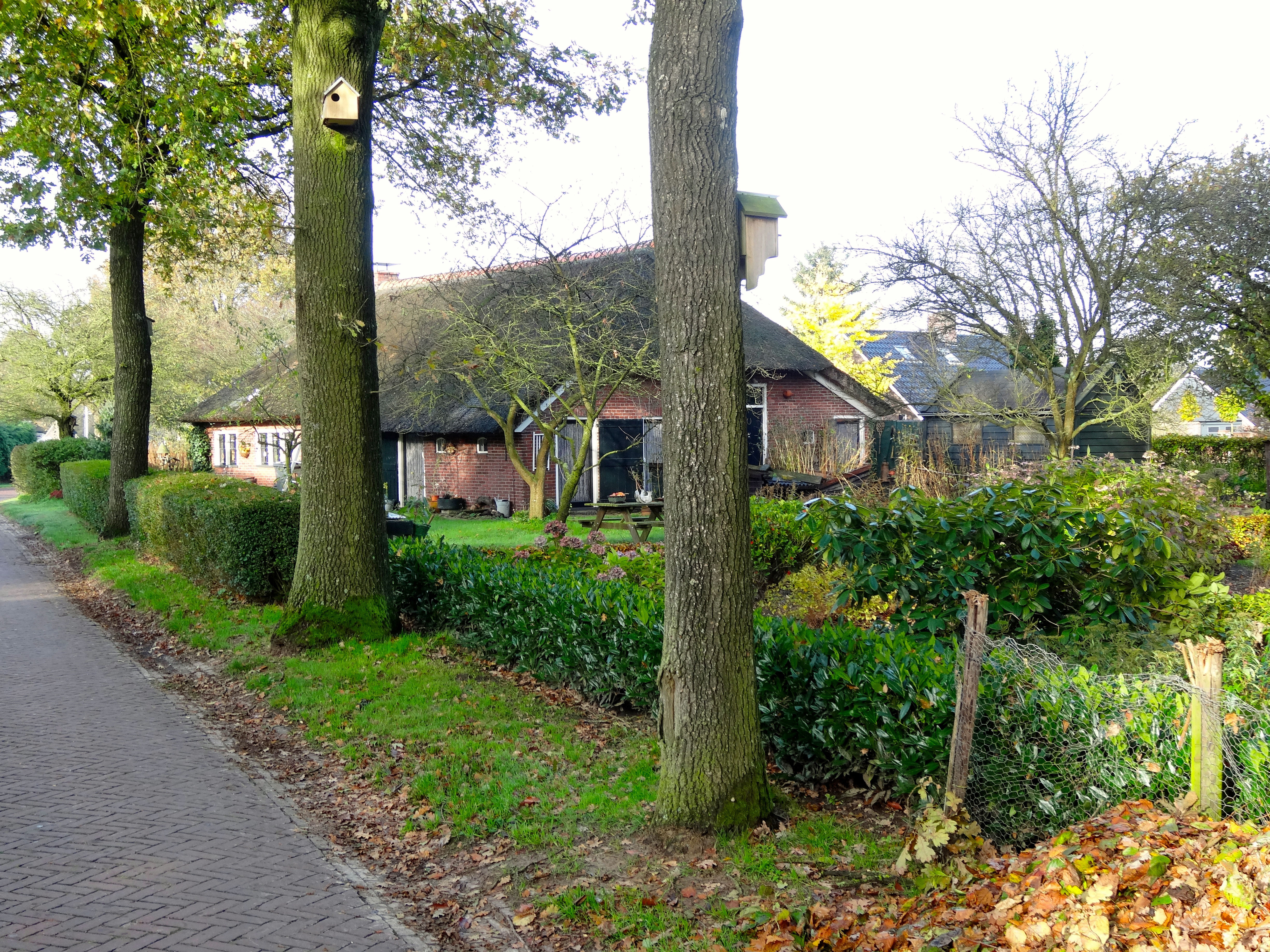
Ferme à Drouwen

1. ↑  Statistiques Néerlandais (CBS) Statline: Kerncijfers wijken en buurten 2012